# Lemat Schura
Lemat Schura – jedno z podstawowych twierdzeń teorii grup, którego autorem był Issai Schur. Lemat stwierdza w szczególności, że jeśli dana macierz komutuje z wszystkimi macierzami reprezentacji nieprzywiedlnej danej grupy nad przestrzenią zespoloną, to taka macierz musi mieć postać skalarnej wielokrotności (tzn. mnożenie przez stałą) macierzy identyczności.

## Lemat
Jeśli {\displaystyle \rho _{i}\colon G\rightarrow {\textsf {GL}}(V_{i})} dla {\displaystyle i\in \{1,2\}} są reprezentacjami nieprzywiedlnymi grupy {\displaystyle G} a {\displaystyle F\colon V_{1}\rightarrow V_{2}} jest operatorem splatającym to zachodzą następujące implikacje:
- {\displaystyle \rho _{1}} i {\displaystyle \rho _{2}} nie są równoważne {\displaystyle \Rightarrow F=0}

- {\displaystyle V_{1}=V_{2}\wedge \rho _{1}=\rho _{2}\Rightarrow \exists \lambda \in \mathbb {C} \;(F=\lambda {\text{Id}}_{V})}, gdzie {\displaystyle V:=V1=V_{2}}